# Auguste Raemdonck van Megrode

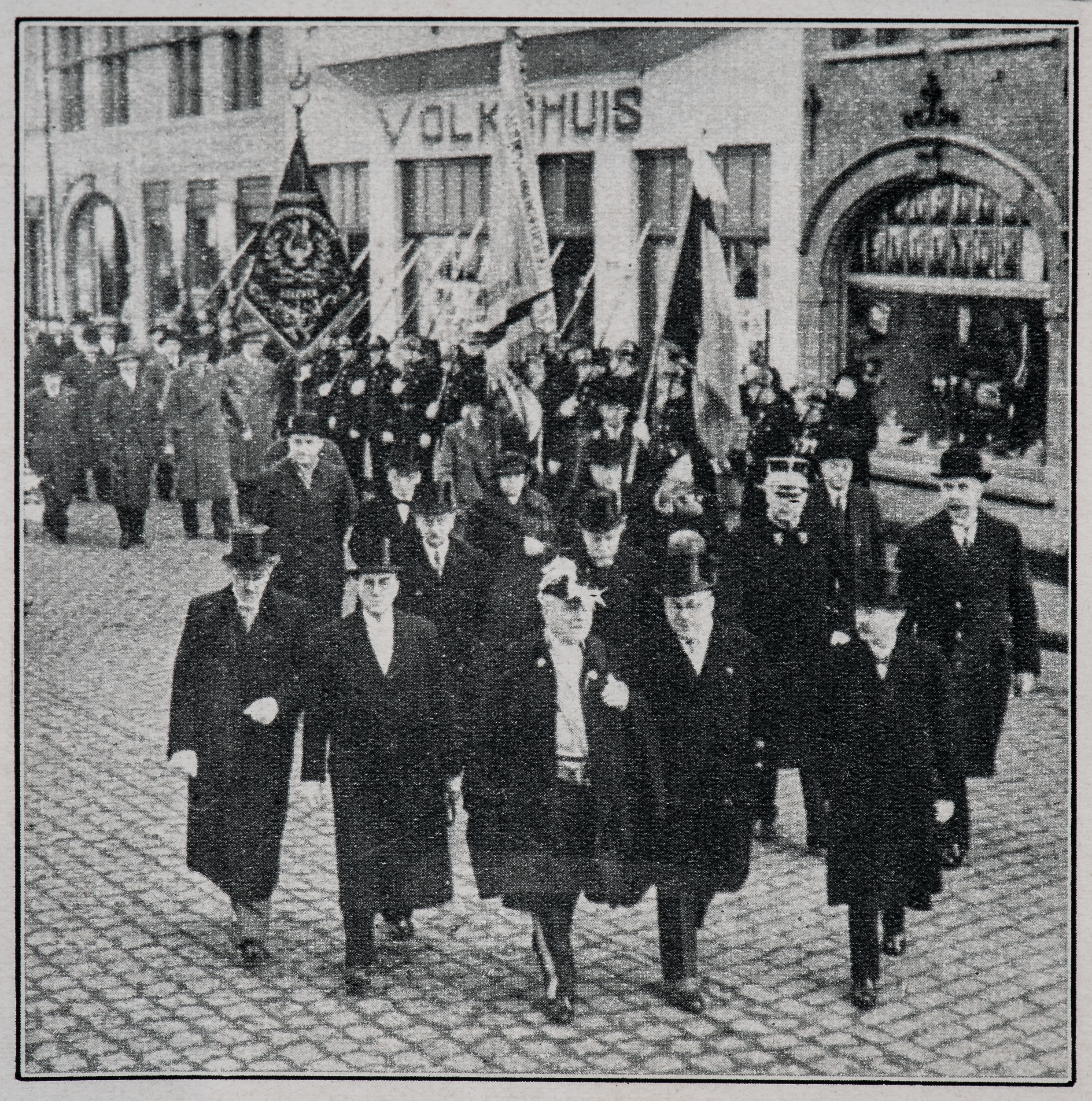
Burgemeester Auguste Raemdonck van Megrode met schepenen Henri De Vreese, Romain Lerno, Achiel Vercouteren en Louis Van de Walle en leden van de gemeenteraad in Lokeren op 15 nov 1934.

Auguste François Egide Marie Raemdonck van Megrode (Lokeren, 10 maart 1863 - aldaar, 15 oktober 1939) was een Belgisch advocaat en politicus voor de Katholieke Partij.

## Levensloop
Raemdonck was een brouwerszoon. Hij promoveerde tot doctor in de politieke en administratieve wetenschappen (1886) en tot doctor in de rechten (1887) aan de Katholieke Universiteit Leuven. Hij vestigde zich als advocaat in zijn geboorteplaats. 
Aldaar was hij actief in de lokale politiek: vanaf 1890 was hij er gemeenteraadslid en vanaf 1908 tot aan zijn dood burgemeester. Ook werd hij in 1889 verkozen tot volksvertegenwoordiger voor de Katholieke Partij in het kiesarrondissement Sint-Niklaas, een mandaat dat hij eveneens tot aan zijn dood vervulde.
Daarnaast was Raemdonck voorzitter van de ziekenkas Volksbond te Lokeren, lid van het Bureau van de Rijksmiddelbare school Lokeren, voorzitter van de 'Landbouwcomice' te Lokeren, lid van het 'Officieel Belgisch Comité in Nederland tijdens de Eerste Wereldoorlog' en lid van de 'Onderzoekscommissie naar de middelen om de financiële toestand van provincies en gemeenten te verbeteren'.

## Onderscheidingen
- Grootofficier in de Leopoldsorde (België)
- Grootkruis in de Kroonorde (België)
- Burgerlijk kruis 1e klas